# Amphipyra carriolata
Amphipyra carriolata är en fjärilsart som beskrevs av Lhomme. Amphipyra carriolata ingår i släktet Amphipyra och familjen nattflyn. Inga underarter finns listade i Catalogue of Life.